# Чемпионат Европы по футболу 2022 среди юношей до 19 лет
Чемпионат Европы по футболу 2022 среди юношей до 19 лет (англ. 2022 UEFA European Under-19 Championship) — 19-й розыгрыш чемпионата Европы по футболу среди юношей до 19 лет (и 69-м розыгрышем турнира с учётом юниорских турниров ФИФА, УЕФА и юношеского чемпионата Европы до 18 лет). Турнир прошёл в Словакии с 18 июня по 1 июля 2022 года. В нём сыграли восемь сборных, состоящих из игроков, родившихся не позднее 1 января 2003 года. Победу в турнире одержала сборная Англии.
Два предыдущих розыгрыша турнира, которые должны были пройти в 2020 и 2021 годах, были отменены в связи с пандемией COVID-19.

## Квалификация
Первоначально Исполнительный комитет УЕФА 29 мая 2019 года принял решение о тестировании нового формата отборочного турнира чемпионата до 19 лет в 2022 и 2023 годах. Отборочные соревнования проводились бы в четыре раунда в течение двух лет с осени 2020 года по весну 2022 года, команды были бы разделены на три лиги, а повышение и понижение между лигами после каждого раунда было бы аналогично Лиге Наций УЕФА. Однако 17 июня 2020 года УЕФА объявил, что введение нового формата отложено до 2023 года из-за пандемии COVID-19 в Европе, а квалификация к чемпионату 2022 года будет проходить в прежнем формате, включающем только два раунда.
Всего в соревновании приняли участие 54 (из 55) страны УЕФА, и если хозяева турнира — Словакия — квалифицировались автоматически, то остальные 53 команды участвовали в отборочном турнире, состоявшем из двух раундов: квалификационного, который прошел осенью 2021 года, и элитного, который состоялся весной 2022 года, чтобы определить оставшиеся семь мест в финальном турнире. Жеребьевка отборочного раунда состоялась 9 декабря 2020 года в 10:30 по центральноевропейскому времени (UTC+1) в штаб-квартире УЕФА в Ньоне, Швейцария.

### Квалифицировались в финальную стадию
Следующие команды обеспечили себе выход в финальную стадию турнира.
| Команда  | Метод квалификации          | Участие | Последнее участие     | Лучший результат                |
| -------- | --------------------------- | ------- | --------------------- | ------------------------------- |
| Словакия | Хозяева                     | 2-е     | 2002 (3-е место)      | 3-е место (2002)                |
| Израиль  | Победитель элитной группы 1 | 2-е     | 2014 (групповой этап) | Групповой этап (2014)           |
| Франция  | Победитель элитной группы 2 | 12-е    | 2019 (полуфинал)      | Чемпион (2005, 2010, 2016)      |
| Англия   | Победитель элитной группы 3 | 11-е    | 2018 (групповой этап) | Чемпион (2017)                  |
| Румыния  | Победитель элитной группы 4 | 2-е     | 2011 (групповой этап) | Групповой этап (2011)           |
| Италия   | Победитель элитной группы 5 | 8-е     | 2019 (групповой этап) | Чемпион (2003)                  |
| Сербия   | Победитель элитной группы 6 | 8-е     | 2014 (полуфинал)      | Чемпион (2014)                  |
| Австрия  | Победитель элитной группы 7 | 8-е     | 2016 (групповой этап) | Полуфиналист (2003, 2006, 2014) |

## Места проведения
| Трнава                                 | Дунайска-Стреда                                              | Банска-Бистрица                                              |
| -------------------------------------- | ------------------------------------------------------------ | ------------------------------------------------------------ |
| Стадион Антона Малатинского            | ДАК Арена                                                    | Стадион СНП                                                  |
| Вместимость: 19 200                    | Вместимость: 12 700                                          | Вместимость: 7900                                            |
|                                        |                                                              |                                                              |
| Жьяр-над-Гроном                        | Трнава Сенец Банска-Бистрица Жьяр-над-Гроном Дунайска-Стреда | Трнава Сенец Банска-Бистрица Жьяр-над-Гроном Дунайска-Стреда |
| Муниципальный стадион Жьяра-над-Гроном | Трнава Сенец Банска-Бистрица Жьяр-над-Гроном Дунайска-Стреда | Трнава Сенец Банска-Бистрица Жьяр-над-Гроном Дунайска-Стреда |
| Вместимость: 2309                      | Трнава Сенец Банска-Бистрица Жьяр-над-Гроном Дунайска-Стреда | Трнава Сенец Банска-Бистрица Жьяр-над-Гроном Дунайска-Стреда |
| Сенец                                  | Трнава Сенец Банска-Бистрица Жьяр-над-Гроном Дунайска-Стреда | Трнава Сенец Банска-Бистрица Жьяр-над-Гроном Дунайска-Стреда |
| НТЦ Сенец                              | Трнава Сенец Банска-Бистрица Жьяр-над-Гроном Дунайска-Стреда | Трнава Сенец Банска-Бистрица Жьяр-над-Гроном Дунайска-Стреда |
| Вместимость: 3264                      | Трнава Сенец Банска-Бистрица Жьяр-над-Гроном Дунайска-Стреда | Трнава Сенец Банска-Бистрица Жьяр-над-Гроном Дунайска-Стреда |

## Групповой этап
Календарь матчей группового этапа был опубликован 28 апреля 2022 года.
Команды, занявшие первое и второе места в группах, квалифицируются в полуфиналы.

### Группа A
| Поз | Команда      | И | В | Н | П | МЗ | МП | РМ | О | Квалификация                                  |
| --- | ------------ | - | - | - | - | -- | -- | -- | - | --------------------------------------------- |
| 1   | Франция      | 3 | 3 | 0 | 0 | 11 | 2  | +9 | 9 | Выход в плей-офф                              |
| 2   | Италия       | 3 | 2 | 0 | 1 | 4  | 5  | −1 | 6 | Выход в плей-офф                              |
| 3   | Словакия (Х) | 3 | 1 | 0 | 2 | 1  | 6  | −5 | 3 | Плей-офф за выход на чемпионат мира до 20 лет |
| 4   | Румыния      | 3 | 0 | 0 | 3 | 2  | 5  | −3 | 0 |                                               |

| Словакия | 0:5     | Франция                                         |
| -------- | ------- | ----------------------------------------------- |
|          | (отчёт) | - Чауна 16′ - Бонни 34′ 59′ - Виржиньюс 57′ 62′ |

| Италия                         | 2:1     | Румыния       |
| ------------------------------ | ------- | ------------- |
| - Бальданци 47′ - Вольпато 68′ | (отчёт) | Андронаке 53′ |

| Словакия | 0:1     | Италия        |
| -------- | ------- | ------------- |
|          | (отчёт) | Амброзино 33′ |

| Румыния    | 1:2     | Франция                  |
| ---------- | ------- | ------------------------ |
| Коубиш 82′ | (отчёт) | - Чауна 12′ - Аделин 20′ |

| Румыния | 0:1     | Словакия     |
| ------- | ------- | ------------ |
|         | (отчёт) | Григер 90+5′ |

| Франция                                      | 4:1     | Италия       |
| -------------------------------------------- | ------- | ------------ |
| - да Сильва 24′ - Чауна 37′ 69′ - Арконт 79′ | (отчёт) | Вольпато 16′ |

### Группа B
| Поз | Команда | И | В | Н | П | МЗ | МП | РМ | О | Квалификация                                  |
| --- | ------- | - | - | - | - | -- | -- | -- | - | --------------------------------------------- |
| 1   | Англия  | 3 | 3 | 0 | 0 | 7  | 0  | +7 | 9 | Выход в плей-офф                              |
| 2   | Израиль | 3 | 1 | 1 | 1 | 6  | 5  | +1 | 4 | Выход в плей-офф                              |
| 3   | Австрия | 3 | 1 | 0 | 2 | 5  | 8  | −3 | 3 | Плей-офф за выход на чемпионат мира до 20 лет |
| 4   | Сербия  | 3 | 0 | 1 | 2 | 4  | 9  | −5 | 1 |                                               |

| Сербия                       | 2:2     | Израиль                  |
| ---------------------------- | ------- | ------------------------ |
| - Лазетич 8′ - Лекович 90+3′ | (отчёт) | - Глух 17′ - Ибрахим 74′ |

| Англия                        | 2:0     | Австрия |
| ----------------------------- | ------- | ------- |
| - Чуквуэмека 43′ - Девайн 65′ | (отчёт) |         |

| Израиль                                              | 4:2     | Австрия                |
| ---------------------------------------------------- | ------- | ---------------------- |
| - Абед-Касус 5′ - Лугаси 29′ - Мадмон 52′ - Глух 54′ | (отчёт) | - Яшич 24′ - Демир 76′ |

| Англия                                               | 4:0     | Сербия |
| ---------------------------------------------------- | ------- | ------ |
| - Скарлетт 5′ 40′ - Чуквуэмека 68′ - Джеббисон 90+1′ | (отчёт) |        |

| Израиль | 0:1     | Англия   |
| ------- | ------- | -------- |
|         | (отчёт) | Делап 6′ |

| Австрия                            | 3:2     | Сербия                     |
| ---------------------------------- | ------- | -------------------------- |
| - Кверфельд 25′ 55′ - Валльнер 66′ | (отчёт) | - Лазетич 44′ - Ратков 88′ |

## Плей-офф за выход на чемпионат мира до 20 лет
Победитель матча квалифицировался на молодёжный чемпионат мира 2023 года.
| Словакия    | 1:0     | Австрия |
| ----------- | ------- | ------- |
| Копасек 64′ | (отчёт) |         |

## Плей-офф

### Сетка плей-офф
|  | Полуфиналы                | Полуфиналы |                 |   | Финал | Финал |
|  |                           |            |                 |   |       |       |
|  | 28 июня — Сенец           |            |                 |   |       |       |
|  |                           |            |                 |   |       |       |
|  | Англия                    | 2          |                 |   |       |       |
|  | Англия                    | 2          | 1 июля — Трнава |   |       |       |
|  | Италия                    | 1          |                 |   |       |       |
|  | Италия                    | 1          | Англия          | 3 |       |       |
|  | 28 июня — Дунайска-Стреда |            | Англия          | 3 |       |       |
|  |                           | Израиль    | 1               |   |       |       |
|  | Франция                   | Израиль    | 1               | 1 |       |       |
|  | Франция                   |            |                 | 1 |       |       |
|  | Израиль                   | 2          |                 |   |       |       |
|  | Израиль                   | 2          |                 |   |       |       |

### Полуфиналы
| Англия                   | 2:1     | Италия             |
| ------------------------ | ------- | ------------------ |
| - Скотт 58′ - Куанса 82′ | (отчёт) | Миретти 12′ (пен.) |

| Франция       | 1:2     | Израиль                              |
| ------------- | ------- | ------------------------------------ |
| Виржиньюс 62′ | (отчёт) | - Туре 29′ (авт.) - Канцепольски 57′ |

### Финал
| Англия                                    | 3:1 (доп. вр.) | Израиль  |
| ----------------------------------------- | -------------- | -------- |
| - Дойл 52′ - Чуквуэмека 108′ - Рэмзи 116′ | (отчёт)        | Глух 49′ |

| Чемпион Европы по футболу среди юношей до 19 лет 2022 |
| ----------------------------------------------------- |
| Англия Второй титул                                   |

## Бомбардиры
4 гола
- Лум Чауна

3 гола
- Карни Чуквуэмека
- Оскар Глух
- Алан Виржиньюс

2 гола
- Леопольд Кверфельд
- Дейн Скарлетт
- Анж-Йоан Бонни
- Кристиан Вольпато
- Марко Лазетич

## Команда турнира
Группа технических наблюдателей УЕФА объявила команду турнира:
| Вратарь              | Защитники                                                                                   | Полузащитники | Нападающий                  |
| -------------------- | ------------------------------------------------------------------------------------------- | --- | --------------------------- |
| - Англия Мэттью Кокс | - Франция Брайанн Перейра - Израиль Став Лемкин - Англия Джарелл Куанса - Англия Харви Вейл | - Израиль Илай Мадмон - Англия Карни Чуквуэмека - Франция Лум Чауна - Израиль Оскар Глух - Франция Алан Виржиньюс | - Италия Джузеппе Амброзино |